# Landtagswahlkreis Paderborn II

Lage im Kreis Paderborn

Der Landtagswahlkreis Paderborn II ist ein Landtagswahlkreis im Kreis Paderborn in Nordrhein-Westfalen. Er umfasst die Kreisstadt Paderborn sowie, seit der Landtagswahl 2022, den Ortsteil Altenbeken der Gemeinde Altenbeken.

## Landtagswahl 2022
Die Landtagswahl fand am 15. Mai 2022 statt. Daniel Sieveke wurde mit 41,9 % direkt in den Landtag gewählt. Die Wahlbeteiligung betrug 53,9 %. Sieveke legte sein Mandat am 29. Juni 2022 im Zuge seiner Ernennung zum Staatssekretär nieder.
| Direktkandidat         | Partei | Partei                | Erststimmen in % | Zweitstimmen in % |
| ---------------------- | ------ | --------------------- | ---------------- | ----------------- |
| Daniel Sieveke         |        | CDU                   | 41,9             | 38,5              |
| Roger Voigtländer      |        | SPD                   | 17,8             | 18,2              |
| Ulrich Möhl            |        | Bündnis 90/Die Grünen | 21,4             | 21,9              |
| Marc Lürbke            |        | FDP                   | 6,0              | 6,3               |
| Marvin Weber           |        | AfD                   | 6,3              | 6,6               |
| Holger Drewer          |        | Die Linke             | 2,6              | 2,5               |
| Ronja-Marie Baumgarten |        | Die PARTEI            | 2,3              | 1,4               |
| Hans-Josef Hoffmann    |        | dieBasis              | 1,2              | 1,1               |
| Marcel Dick            |        | Volt                  | 0,4              | 0,4               |
| –                      |        | Sonstige              | –                | 3,1               |

## Landtagswahl 2017
Von 109.681 Wahlberechtigten gaben 67.819 (61,8 %) ihre Stimme ab.
| Direktkandidat    | Partei  | Erststimmen in % | Zweitstimmen in % |
| ----------------- | ------- | ---------------- | ----------------- |
| Claudia Steenkolk | SPD     | 24,9             | 24,3              |
| Daniel Sieveke    | CDU     | 44,5             | 37,9              |
| Sigrid Beer       | GRÜNE   | 8,6              | 7,7               |
| Marc Lürbke       | FDP     | 8,3              | 12,0              |
| Sabine Martiny    | PIRATEN | 1,8              | 1,2               |
| Alina Wolf        | LINKE   | 6,1              | 6,0               |
| Günter Koch       | AfD     | 5,9              | 7,2               |
| –                 | Übrige  | –                | 3,6               |

Neben dem Wahlkreisabgeordneten Daniel Sieveke, der das Direktmandat seit 2010 für die CDU hält, sind der FDP-Direktkandidat Marc Lürbke (Listenplatz 6) und die grüne Wahlkreiskandidatin Sigrid Beer (Listenplatz 5) über die jeweiligen Landeslisten ihrer Parteien in den Landtag eingezogen.

## Landtagswahl 2012
Von 108.227 Wahlberechtigten gaben 60.345 (55,7 %) ihre Stimme ab.
| Direktkandidat       | Partei           | Erststimmen in % | Zweitstimmen in % |
| -------------------- | ---------------- | ---------------- | ----------------- |
| Daniel Sieveke       | CDU              | 41,2             | 34,1              |
| Claudia Steenkolk    | SPD              | 29,1             | 30,1              |
| Sigrid Beer1         | GRÜNE            | 13,7             | 12,9              |
| Marc Lürbke1         | FDP              | 4,4              | 8,0               |
| Mariam Al-Jwari      | LINKE            | 2,9              | 2,5               |
| Sabine Martiny       | PIRATEN          | 7,7              | 8,2               |
| Hans-Josef Tegethoff | FBI/Freie Wähler | 1,0              | 0,7               |
| sonstige             |                  | –                | 3,6               |

Quelle:
1Zogen über die Landesliste in den Landtag ein.

## Ergebnisse der Landtagswahl 2010
Stimmberechtigt waren 106.241 Bürger, von denen 57.427 gewählt haben.
| Partei           | Direktkandidat 2010  | Erststimmen (in %) | Zweitstimmen (in %) |
| ---------------- | -------------------- | ------------------ | ------------------- |
| CDU              | Daniel Sieveke       | 45,3               | 42,0                |
| SPD              | Jonas Wagener        | 24,3               | 25,9                |
| GRÜNE            | Sigrid Beer          | 15,8               | 13,7                |
| FDP              | Jan Lackmann         | 5,1                | 6,5                 |
| NPD              | Eduard Plischka      | 0,9                | 0,7                 |
| LINKE            | Udo Strüker          | 5,2                | 5,4                 |
| Familie          | Siegfried Wibbeke    | 0,8                | 0,7                 |
| PIRATEN          | Julian Hoffmann      | 1,6                | 2,2                 |
| FBI/Freie Wähler | Hans-Josef Tegethoff | 0,9                | 0,6                 |
| Sonstige         | -                    | -                  | 2,3                 |

## Ergebnisse der Landtagswahl 2005
| Direktkandidat      | Partei  | Stimmen in % |
| ------------------- | ------- | ------------ |
| Detlef Nacke        | SPD     | 26,2         |
| Wolfgang Schmitz    | CDU     | 55,6         |
| Jan Lackmann        | FDP     | 5,9          |
| Sigrid Beer         | GRÜNE   | 7,0          |
| Herrmann Kohlhage   | REP     | 0,5          |
| Jürgen Korthof      | PDS     | 0,8          |
| Monika Riesenberg   | PBC     | 0,4          |
| Gerhard Honsel      | FAMILIE | 0,9          |
| Sebastian Schreiner | NPD     | 0,9          |
| Andreas Bee         | ödp     | 0,2          |
| Konrad Jablonski    | WASG    | 1,5          |